# جو فيتزجيرالد
جو فيتزجيرالد (بالإنجليزية: Joe Fitzgerald)‏ هو لاعب كرة قاعدة أمريكي، ولد في 17 مارس 1897 في واشنطن العاصمة في الولايات المتحدة، وتوفي في 29 أغسطس 1967 في أورلاندو في الولايات المتحدة.